# Louis Poinsot
Louis Poinsot   (París, 3 de gener de 1777 - París, 5 de desembre de 1859) va ser un físic i matemàtic francès. Poinsot va ser l'inventor de la mecànica geomètrica, que mostra que la manera com actua un sistema de forces sobre un cos rígid es pot resoldre amb una força simple en un parell mecànic. El seu cognom apareix inscrit a la Torre Eiffel

## Biografia
Louis nasqué a París el 3 de gener de 1777. Assistí a classes de retòrica al Lycée Louis-le-Grand (1789-1793) i després a l'École Polytechnique (aleshores tenia el nom d'École centrale des travaux publics). L'any 1797 passà a l'École des Ponts et Chaussées on va rebre el premi de mecànica per un projecte d'adobar les pells sota l'aigua. Va obtenir el títol d'enginyer civil i va descobrir que la seva passió era la matemàtica abstracta.
De 1800 a 1803, Poinsot es trobava a París sense un projecte determinat, el consolat francès va voler canalitzar el riu Ourcq i Poinsot s'ocupà de les recerques sobre la resolució de les equacions algebraiques i d'això va sorgir el seu escrit didàctic Éléments de statique (1803)
Poinsot va ser professor al Lycée Bonaparte de Paris, des de 1804 a 1809. D'allà va passar a ser inspector general de la Universitat Imperial de França. Va compartir aquesta ocupació amb el famós matemàtic Delambre. El 1813, Poinsot va ser elegit membre de l'Académie des Sciences i el 1846 oficial de la Legió d'Honor, el 1858 va ser Fellow de Royal Society of London. Morí a París el 5 de desembre de 1859.
Els seus treballa matemàtics tenen tres vessants: la geometria de posició, l'estàtica i la teoria de nombres.

### Treballs en geometria
Reprenent les observacions d'Adrien-Marie Legendre sobre els poliedres, ell va descriure dos poliedres regulars estelats encara no examinats, i mostrà amb un argument combinatori que no n'hi ha d'altres més (1809).

### Treballs d'estàtica i de mecànica
Dins el seu esforç per geometritzar la mecànica, Poinsot posà en evidència la noció de moment i la del parell de forces. En la seva Théorie nouvelle de la rotation des Corps (1834), va demostrar que el moviment d'un sòlid es descompon en una rotació instantània al voltant d'un eix i una translació instantània paral·lela a aquest eix (moviment de Poinsot).
El classicisme de Poinsot el portà a la refutació de la teoria matemàtica de l'elasticitat.

### Treballs en teoria de nombres i àlgebra
Poinsot lliga la geometria, l'àlgebra i la teoria de nombres a una noció central: la teoria de l'ordre. Per a ell, la teoria de les equacions no és tan la cerca de les seves solucions numèriques, sinó la cerca de les relacions entre les seves arrels i, sobre tot, trobar un mètode per demostrar que son resolubles.

## Retorn a la política
Després dels tres dies gloriosos de 1830, es va afluixar la pressió que hi havia contra els partidaris del Positivisme, com era el cas de Poinsot, i dels liberals en general.
Va ser elegit astrònom del Bureau des longitudes el 1839, Poinsot no va recuperar el lloc de Conseller Reial per la Instrucció Pública quan va marxar Siméon Denis Poisson el 1840. Criticat per Auguste Comte per la seva falta de suport en contra de la candidatura de Charles Sturm a l'Escola Politècnica, va haver de redoblar la precaució per tal de promoure l'ensenyament de les matemàtiques a França. El 1846, va inaugurar una càtedra de geometria més gran que la de la Sorbonne la qual va confiar a Michel Chasles.
Amb el restabliment de "l'Empire", va ser nomenat senador i fet "Pair de France" (1852).

## Obres
Poinsot no va ser un autor prolific, les seves principals obres van ser:
- Éléments de statique (1803)
- Mémoire sur la composition des moments et des aires dans la Mécanique (1804)
- Mémoire sur la théorie générale de l'équilibre et du mouvement des systèmes (1806)
- Sur les polygones et les polyèdres (1809)
- Théorie et détermination de l'équateur du système solaire (1828)
- Théorie nouvelle de la rotation des corps (1834)
- Théorie des cônes circulaires roulants (1853)

## Galeria d'imatges

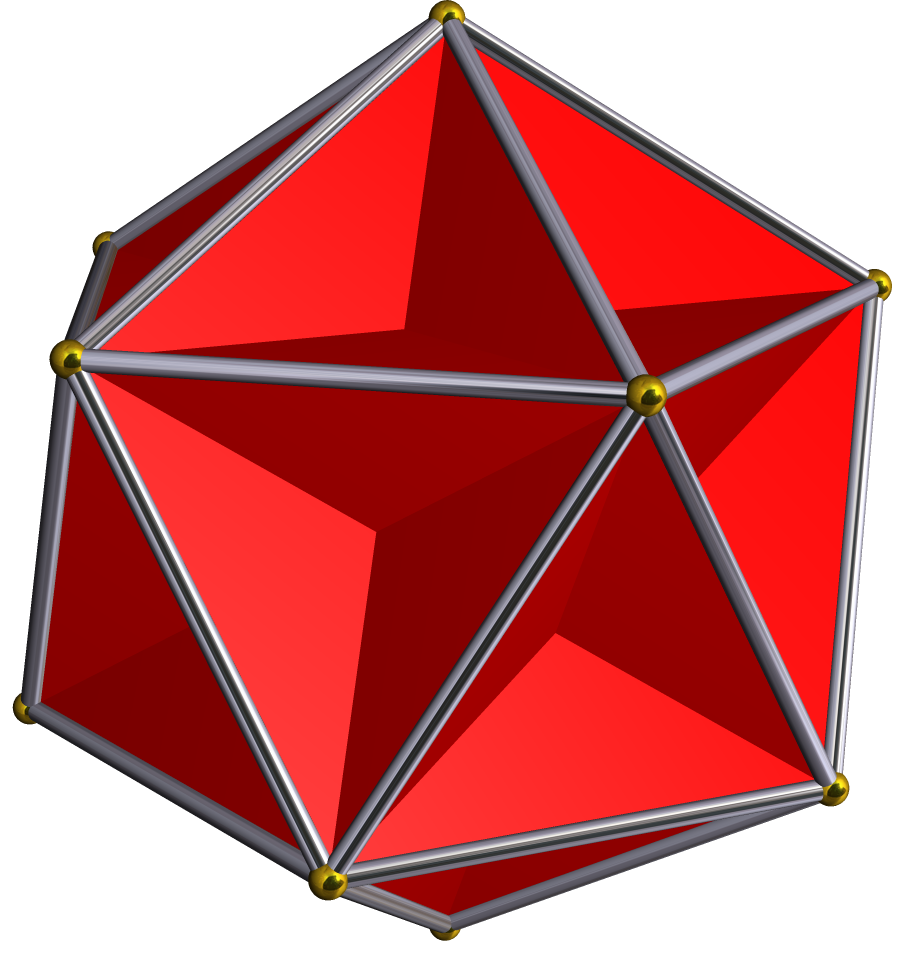
Gran dodecaedre (sòlid de Poinsot)
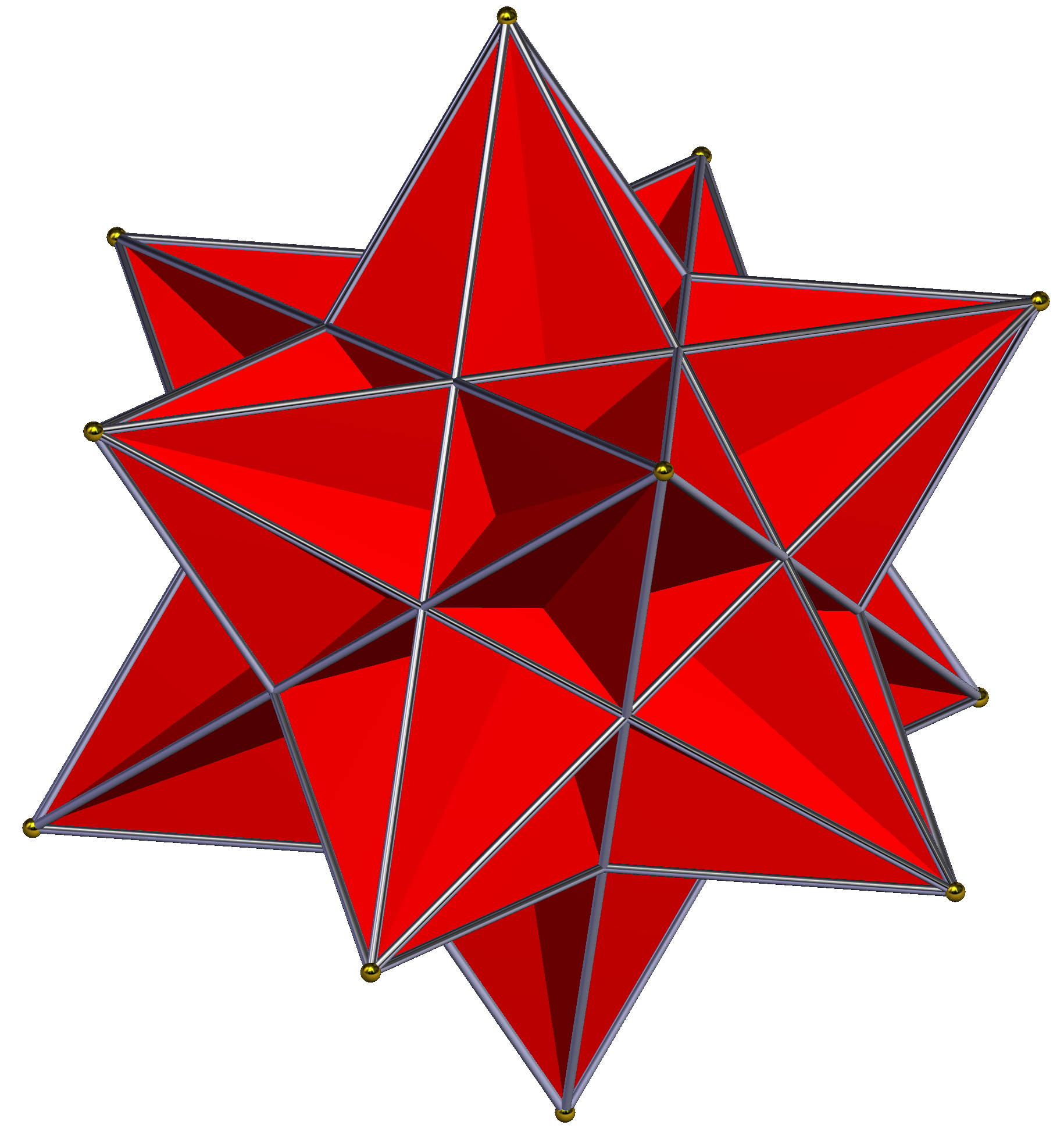
Grand icosaedre (sòlid de Poinsot)
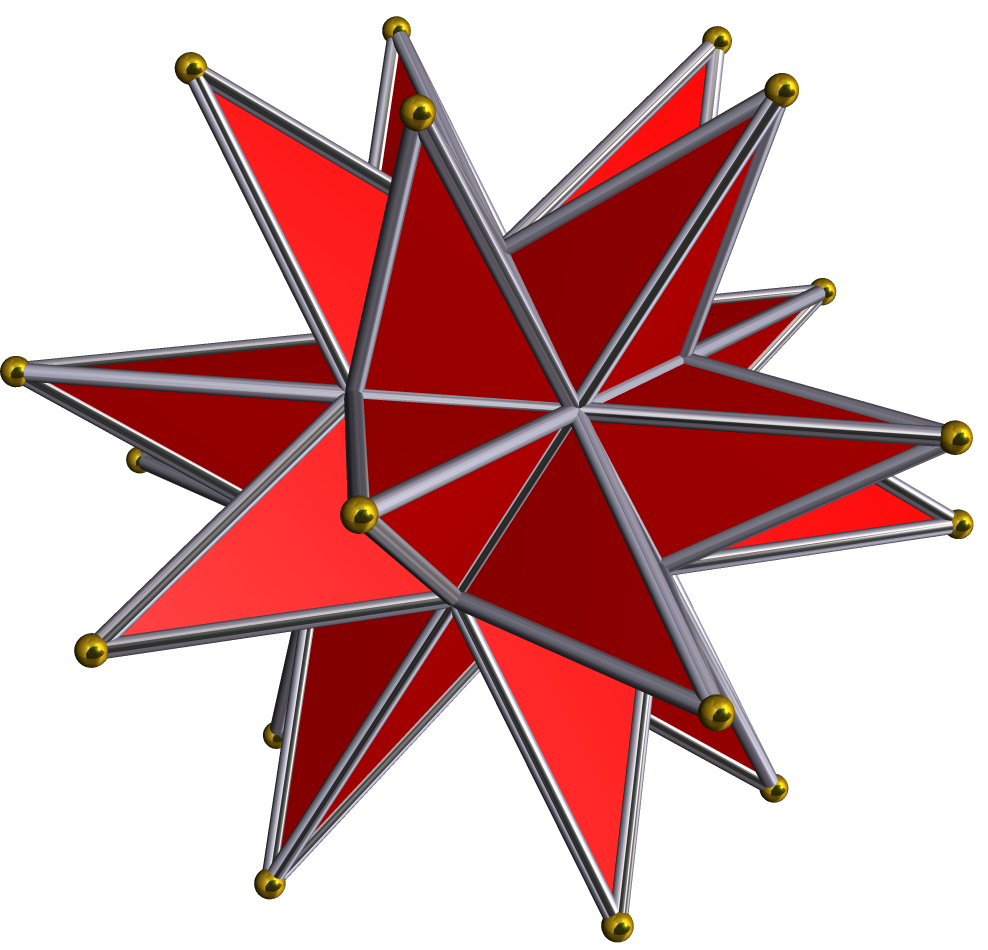
Gran dodecaedre estelat (sòlid de Poinsot)
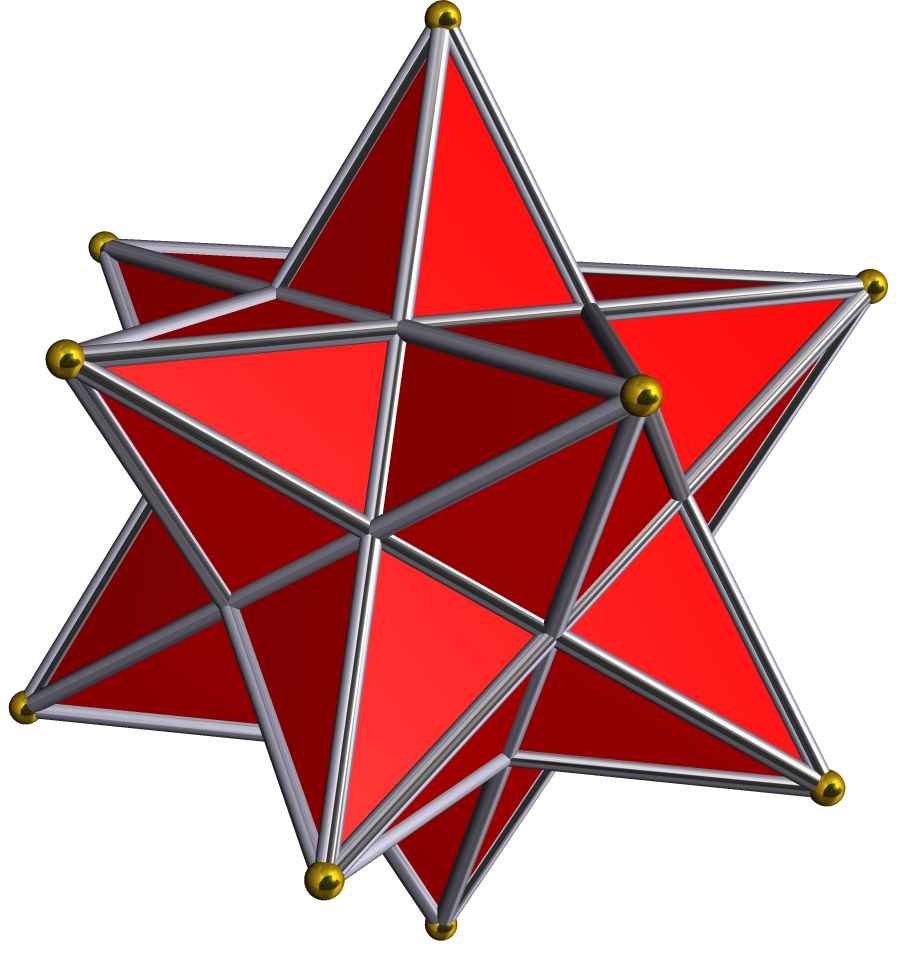
Petit dodecaedre estelat (sòlid de Poinsot)